# Tim Howar
Timothy Howard, detto Tim (Spirit River, 24 novembre 1969), è un attore e cantante canadese naturalizzato britannico, voce solista dei Mike + The Mechanics dal 2009.

## Biografia
Tim Howar iniziò il suo percorso artistico come ballerino, ma declinò una borsa di studio per la Royal Winnipeg Ballet per dedicarsi al teatro musicale. Due anni più tardi fece il suo debutto sulle scene nel ruolo di Dodger nel musical Oliver!, a cui seguirono apparizioni in ruoli da protagonista nelle produzioni canadesi dei musical Joseph and the Amazing Technicolor Dreamcoat, Hello, Dolly! e Miss Saigon. Nel 1998 fu scelto per interpretare Marius Pontmercy nella terza tournée statunitense e canadese del musical Les Misérables, in cui recitava accanto a Colm Wilkinson. Nel 2001 si trasferì nel Regno Unito e fece il suo debutto sulle scene del West End nel musical Peggy Sue Got Married, a cui seguirono altre apparizioni teatrali in Gran Bretagna nei musical Ragtime e On the Town al London Coliseum nel 2005.
Nel 2006 fece il suo debutto a Broadway per interpretare il protagonista Roger in occasione del decimo anniversario del musical Premio Pulitzer Rent. Dopo tre anni a New York, nel 2009 tornò nel Regno Unito per recitare nei musical del West End Latin Fever e Rock of Ages nel 2013. Nella primavera 2018 è tornato a recitare al London Coliseum nel musical Chess, in cui ha interpretato il protagonista Freddie Trumper accanto a Michael Ball e Cassidy Janson. Nell'autunno dello stesso anno è tornato sulle scene del West End per interpretare il Fantasma dell'Opera nel musical The Phantom of the Opera all'His Majesty's Theatre. Alla carriera teatrale, Howar ha affiancato l'attività di cantante rock e dal 2009 è voce solista della band Mike + The Mechanics.

### Vita privata
Dal 2004 al 2009 Tim Howard è stato sposato con l'attrice teatrale Ruthie Henshall, sua collega in Peggy Sue Got Married; prima di divorziare, la coppia ha avuto i due figli Lily e Dolly. Nel settembre 2016 Howar si è risposato con Jodie Oliver ad Edimburgo e la coppia ha avuto un figlio, Hamish, nell'aprile 2018.

## Filmografia parziale

### Cinema
- Oggi è già domani (Last Chance Harvey), regia di Joel Hopkins (2008)

### Doppiaggio
- Dreamland - serie TV, 6 episodi (2009)